# Pont de Tragó de Noguera
El pont de Tragó de Noguera era un pont de Tragó de Noguera al municipi d'Os de Balaguer (Noguera) inclòs a l'Inventari del Patrimoni Arquitectònic de Catalunya.

## Descripció
Del pont es conserven els muntants dels dos extrems assentats directament sobre la roca natural, i una de les arcades centrals (segurament en tenia 4) amb arc de mig punt adovellat. A partir dels trams conservats sabem que tenia 3m. d'amplada incloent-hi les baranes. En la zona de l'arcada es conserva una alçada màxima de 5'50m. mentre que l'obertura de l'ull és de 7'50m.

## Història
L'única referència d'aquest pont és la que apareix en un document de l'arxiu d'Àger per la qual un tal Pere de Tartareu, el 5 de gener del 1156, llegà un morabatí al pont de Balaguer, dos al de Tragó i un al de Corbins, si aquest es construïa. Aquest pont romànic fou destruït per una riuada durant la segona guerra carlina. Durant els anys seixanta, el pont va quedar negat per les aigües de l'embassament de Santa Anna.

## Referències

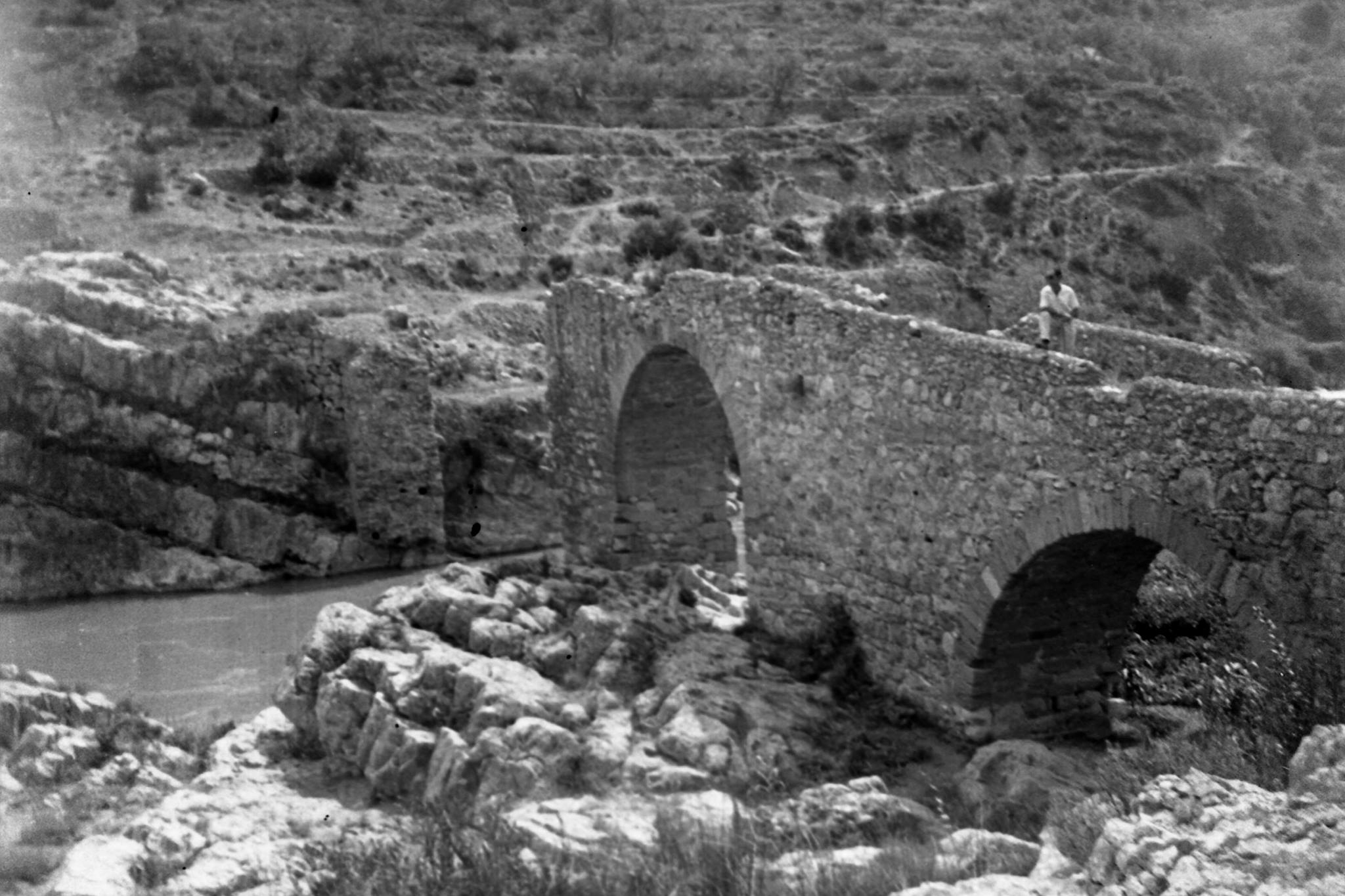
Pont vell de Tragó